# Ligne d'Amagne - Lucquy à Revigny

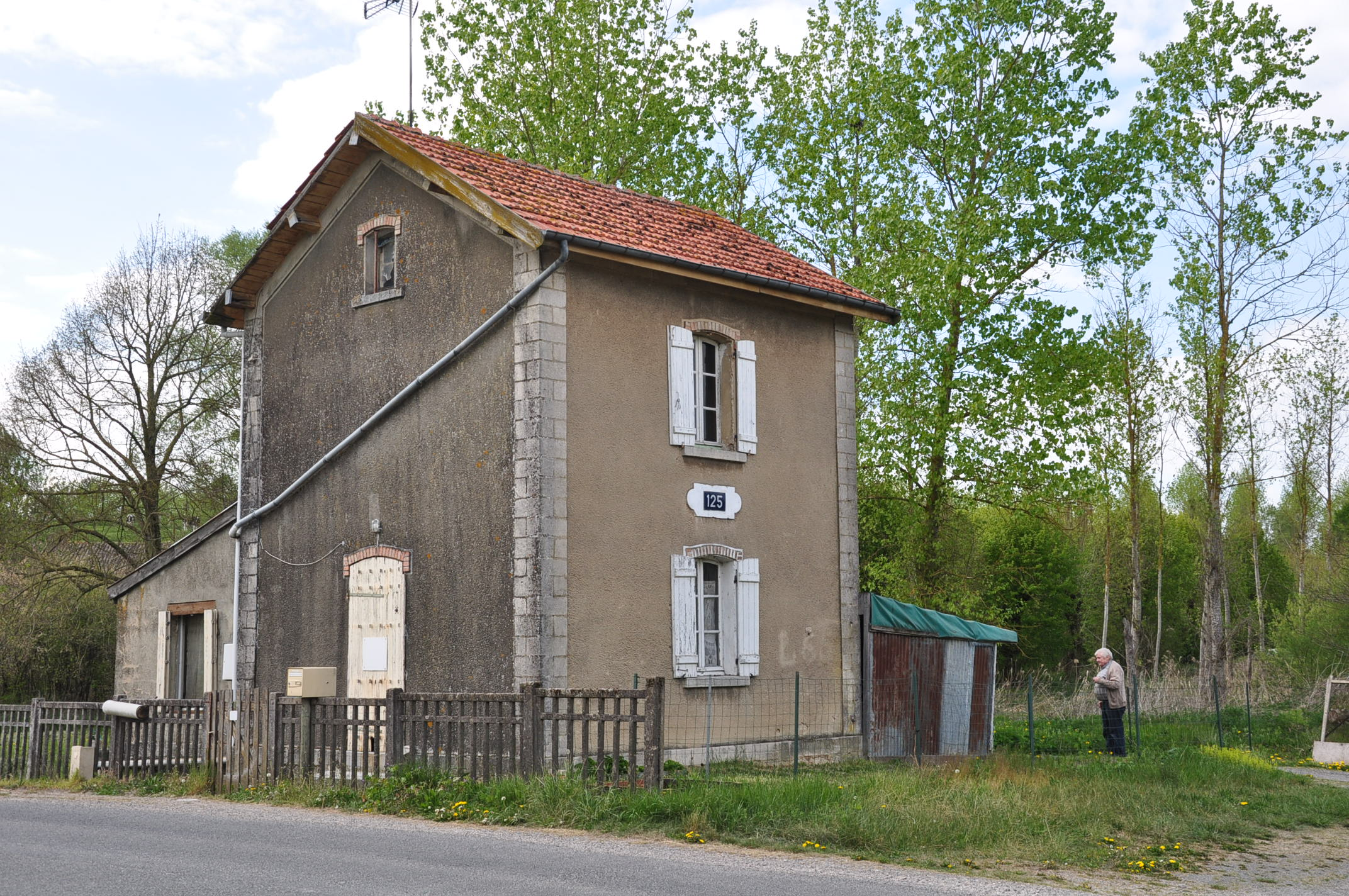
Ancienne maison de garde-barrière No. 125 près de la gare abandonnée de Villers-Daucourt.

La ligne d'Amagne - Lucquy à Revigny est une ligne ferroviaire française à écartement standard des départements des Ardennes, de la Marne et de la Meuse. 
Elle constitue la ligne 210 000 du réseau ferré national.

## Historique
Le chemin de fer d'intérêt local « d'Amagne à Vouziers » est déclaré d'utilité publique par un décret impérial le 9 novembre 1867. Le Conseil général du département des Ardennes en confie l'exploitation à la Compagnie des chemins de fer de l'Est.
La ligne entre Vouziers et Challerange, partie d'un itinéraire allant jusqu'à Apremont, est concédée à Monsieur Paul Desroches et compagnie par une convention signée avec le préfet des Ardennes le 30 novembre 1871. Cette même convention concède de même le tronçon d'Amagne à Vouziers. La convention est approuvée par un décret le 29 juin 1873 qui déclare l'itinéraire de Vouziers à Apremont d'utilité publique.
La ligne d'Amagne à Apremont, rachetée par l'État à la Compagnie des chemins de fer de l'Argonne selon les termes d'une convention signée le 12 juillet 1880, est reclassée dans le réseau d'intérêt général par une loi le 14 avril 1881.
La section de Revigny à Vouziers est concédée à la Compagnie des chemins de fer de l'Est par une convention signée le 31 décembre 1875 entre le ministre des Travaux publics et la compagnie. Cette convention est approuvée à la même date par une loi qui déclare la ligne d'utilité publique.
La section d'Amagne - Lucquy à Vouziers est cédée par l'État à la Compagnie des chemins de fer de l'Est (EST) par une convention signée entre le Ministre des travaux publics et la compagnie le 11 juin 1883. Cette convention est approuvée par une loi le 20 novembre suivant.

### Déclaration d'utilité publique
- D'Amagne - Lucquy à Vouziers, le 9 novembre 1867.
- De Vouziers à Challerange, le 29 juin 1873.
- De Challerange à Revigny-sur-Ornain, le 31 décembre 1875.

### Ouverture
- D'Amagne - Lucquy à Vouziers, le 23 février 1873.
- De Vouziers à Challerange, le 25 novembre 1878.
- De Challerange à Revigny-sur-Ornain, le 10 décembre 1882.

### Fermeture
- Service des voyageurs
  - D'Amagne - Lucquy à Revigny-sur-Ornain, le 28 septembre 1969.
- Service des marchandises
  - De Challerange à Givry-en-Argonne, le 1er février 1971.
  - De Givry-en-Argonne à Revigny-sur-Ornain :

### Déclassements
- De Challerange à Sainte-Menehould (PK 41,780 à 71,880), le 14 janvier 1972[6].
- De Sainte-Menehould à Givry-en-Argonne (PK 74,300 à 90,300), le 14 janvier 1972[6].
- Raccordement n°4 de Sainte-Menehould (PK 73,430 à 74,300), le 14 janvier 1972[6].
- Raccordement n°1 de Revigny (PK 0,065 à 0,535), le 14 janvier 1972[6].
- De Givry-en-Argonne à Revigny-sur-Ornain :

## Exploitation

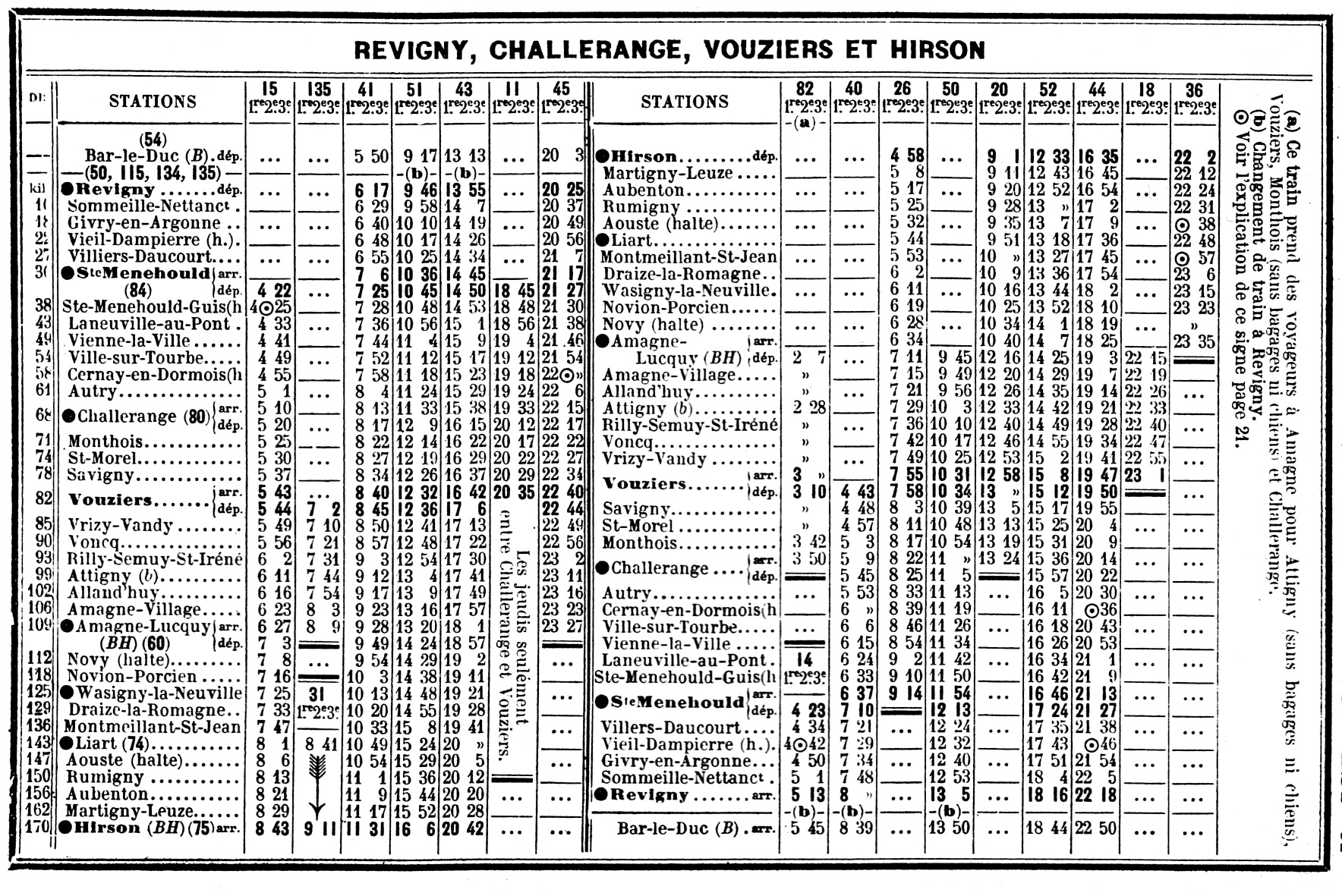
Horaires de la ligne en mai 1914

La ligne était desservie, en mai 1914, par des trains assurant la liaison entre Revigny et Amagne - Lucquy prolongée jusqu'à Hirson.
La section d'Amagne - Lucquy à Challerange est actuellement ouverte au trafic fret et est également desservie par un train touristique, le Chemin de fer touristique du sud des Ardennes.

## Vestiges

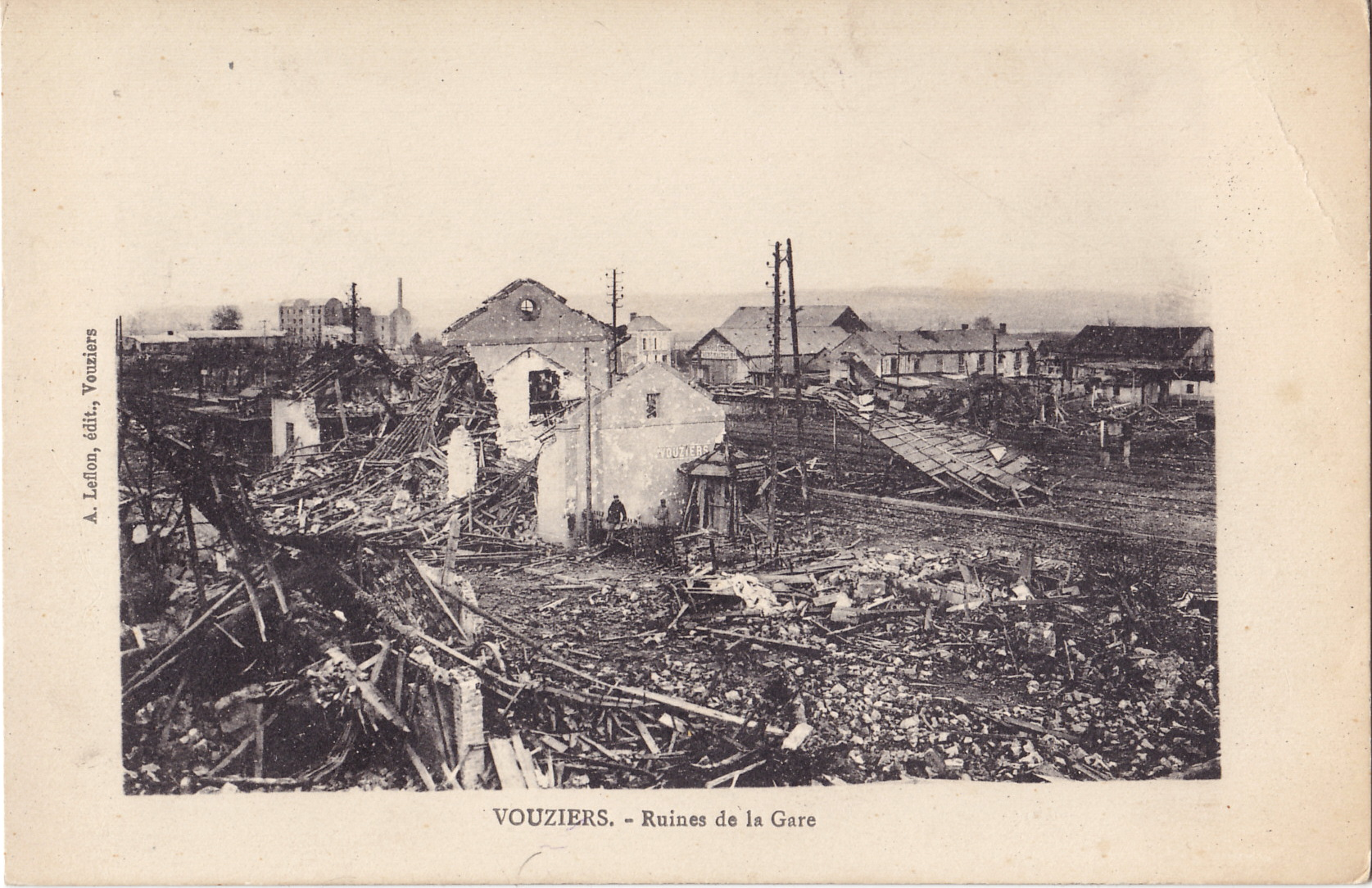
Ruines de la gare de Vouziers, pendant la Première Guerre mondiale

La plupart des bâtiments de gare existent toujours ainsi que de nombreuses maisonnettes de passage à niveau.
La Compagnie de l'Est a conservé les gares d'origine des portions dont elle a repris l'exploitation. Celles de l'ancienne ligne Vouziers - Challerange - Apremont ont un style particulier qui diffère des gares standard "Est". Il s'agit de bâtiments en trois parties (un corps central à étage de deux travées flanqué de deux parties, sans étage d'une seule travée).
La Première Guerre mondiale a entraîné la destruction de nombreuses maisons et de nombreuses gares, par conséquent, la quasi-totalité des gares entre Amagne-Lucquy et Sainte-Menehould sont munis de bâtiments type "reconstruction". Celui de Vouziers se distingue par une charpente et une toiture élaborée.